# Język waropen
Język waropen (a. aropen, worpen), także wonti – język austronezyjski używany w indonezyjskiej prowincji Papua, w kabupatenach Mamberamo Raya i Waropen.
Według danych z 1987 roku posługuje się nim 6 tys. osób. Dzieli się na trzy dialekty: waropen kai, napan, ambumi.
Nie jest używany przez wszystkich członków społeczności. Został w dużej mierze wyparty przez lokalny malajski. Dzieci wykazują jedynie bierną jego znajomość. W użyciu jest również język indonezyjski.
G.J. Held (1942) sporządził opis jego gramatyki oraz zebrał pewne dane słownikowe. Przygotowano również materiały tekstowe. W języku indonezyjskim powstało opracowanie fonologiczne (Fonologi bahasa Waropen, 1994). Nie wykształcił piśmiennictwa.